# فرودگاه دبدن
فرودگاه دبدن (به انگلیسی: Debden Airport) یک فرودگاه همگانی است که یک باند فرود چمن دارد و طول باند آن ۹۱۴ متر است. این فرودگاه در کشور کانادا قرار دارد و در ارتفاع ۵۱۸ متری از سطح دریا واقع شده‌است.